# Нечитайло, Василий Кириллович
Василий Кириллович Нечитайло (1915—1980) — советский художник-живописец, жанрист и портретист. Член-корреспондент АХ СССР (1973). Член СХ СССР (1944). Лауреат Государственной премии РСФСР имени И. Е. Репина (1971). Заслуженный деятель искусств РСФСР (1963). Народный художник РСФСР (1965).

## Биография
Родился 9 января 1915 года в селе Воронцово-Николаевское Ставропольской губернии.
С 1931 по 1935 годы обучался в Краснодарском художественно-педагогическом техникуме, его учителями были Н. Д. Шариков и М. В. Ружейников. С 1936 по 1942 годы обучался в Московском художественном институте имени В. И. Сурикова, его педагогами были С. В. Герасимов, Е. О. Машкевич и Н. Х. Максимов.
С 1942 по 1943 годы — участник Великой Отечественной войны в качестве бойца народного ополчения.
С 1939 года постоянный участник московских, республиканских и всесоюзных художественных выставок: 1939, 1945, 1955 год — Всесоюзная выставка живописи молодых художников, 1945, 1948, 1954, 1958, 1962, 1967 год — Всесоюзная художественная выставка в Москве, 1960 год — Выставка произведений изобразительного искусства социалистических стран, 1967, 1969, 1972, 1976 год — II, III, IV, V и VI республиканские художественные выставки «Советская Россия», 1969 год — Всесоюзная юбилейная художественная Выставка «50 лет Советской власти», 1972 год — Всесоюзная художественная выставка, посвященная 100-летию со дня рождения В. И. Ленина, 1974 год — Всесоюзная художественная выставка «СССР — наша Родина» и Выставка произведений членов Академии художеств СССР к 25-летию преобразования Всероссийской Академии художеств в Академию художеств СССР, 1977, 1978 и 1979 год — XII, XIII и XIV выставки произведений членов Академии художеств СССР, 1978 год — Республиканская художественная выставка «60-летию Октября посвящается», 1980 год — Всесоюзная художественная выставка «Мы строим коммунизм».
Основные художественные произведения В. К. Нечитайло: портретные работы — 1954 год — Н. М. Чернышёв, 1955 год — В. В. Почиталов, 1957 год — Народный художник СССР Герасимов, 1959 год — «Любочка-почтальон», 1960 год — доярка Р. Белашова, 1961 год — доярка Н. Чуб, 1965 год — кружевница Л. Трушина, 1966 год — маршал бронетанковых войск П. А. Ротмистров, 1972 год — ткачиха А. Гринченко и колхозница В. Шевлякова, 1975 год — Герой Советского Союза И. И. Людников, Н. С. Лацков и Э. П. Княгиничев, 1977 год — объездчик Ф. И. Сопрыкин, 1979 год — художник Г. И. Прокопинский. Живописные работы — 1941 год — «Казнь Кочубея», 1945 год — «В партизанский отряд» и «Кубанские казаки в Румынии», 1947 год — «Колхозное собрание», 1948 год — «В родной колхоз после демобилизации», 1949 год — «Обед в тракторной бригаде», 1951 год — «Приём в партию на полевом стане», 1954 год — «Первая борозда», 1957 год — «В колхозный клуб», 1964 год — «На Красной площади», 1967 год — «Хлеб Родине», 1970 год — «За Советскую власть», 1975 год — «Ждут жениха и невесту», 1976 год — «На полевом стане», 1980 год — «Красные партизаны» и «Урожай». Пейзажи — 1965 год — «Сказочный город», 1969 год — «Верхний Чегем. Полдень», 1970 год — «Толедо», «Ламанча. Родина Дон Кихота» и «Тёплый день. Горячий ключ», 1971 год — «Улица в городе Смоляны», 1973 год — «Даниловский монастырь», 1975 год — «На Куркинском шоссе», 1976 год — «Лебединый остров» и «Март», 1977 год — «Горицкий монастырь», 1979 год — «Убранное поле» и «Десятое отделение совхоза „Гигант“».
Наиболее значимые работы В. К. Нечитайло хранятся в российских и зарубежных музеях и галереях, в том числе в таких как Государственная Третьяковская галерея, Русский музей, The Museum of Russian Art в Миннеаполисе и Дрезденской галерее старых мастеров.
Помимо творчества занимался преподавательской деятельностью: с 1948 по 1956 годы — преподаватель и доцент Московского художественного института имени В. И. Сурикова и с 1969 по 1970 годы — директор Краснодарского Дома творчества «Горячий ключ».
С 1944 года В. К. Нечитайло являлся членом Союза художников СССР. С 1950 по 1976 годы В. К. Нечитайло был членом Правления Московской организации Союза художников РСФСР, с 1960 по 1980 годы — Союза художников РСФСР и с 1963 по 1980 годы — Союза художников СССР.
В 1963 году Указом Президиума Верховного Совета РСФСР В. К. Нечитайло было присвоено почётное звание Заслуженный деятель искусств РСФСР, в 1965 году — Народный художник РСФСР.
В 1971 году «за картины „На Красной площади“, „За Советскую власть“» В. К. Нечитайло был удостоен Государственной премии РСФСР имени И. Е. Репина.
В 1973 году избран член-корреспондентом Академии художеств СССР.
Умер 27 октября 1980 года в Москве, похоронен на Ваганьковском кладбище.

### Семья
- жена — советский и российский художник-живописец М. В. Савченкова (1917—2017)
- дочь — советский и российский художник К. В. Нечитайло (1942—2019)

## Награды
- Орден Трудового Красного Знамени (1975)

### Звания
- Народный художник РСФСР (1965 — «за большие заслуги в области искусства»)
- Заслуженный деятель искусств РСФСР (1963)

### Премии
- Государственная премия РСФСР имени И. Е. Репина (1975 — «за картины „На Красной площади“, „За Советскую власть“»)
- Серебряная медаль МК СССР (1957)
- Серебряная медаль АХ СССР (1965)

## Память

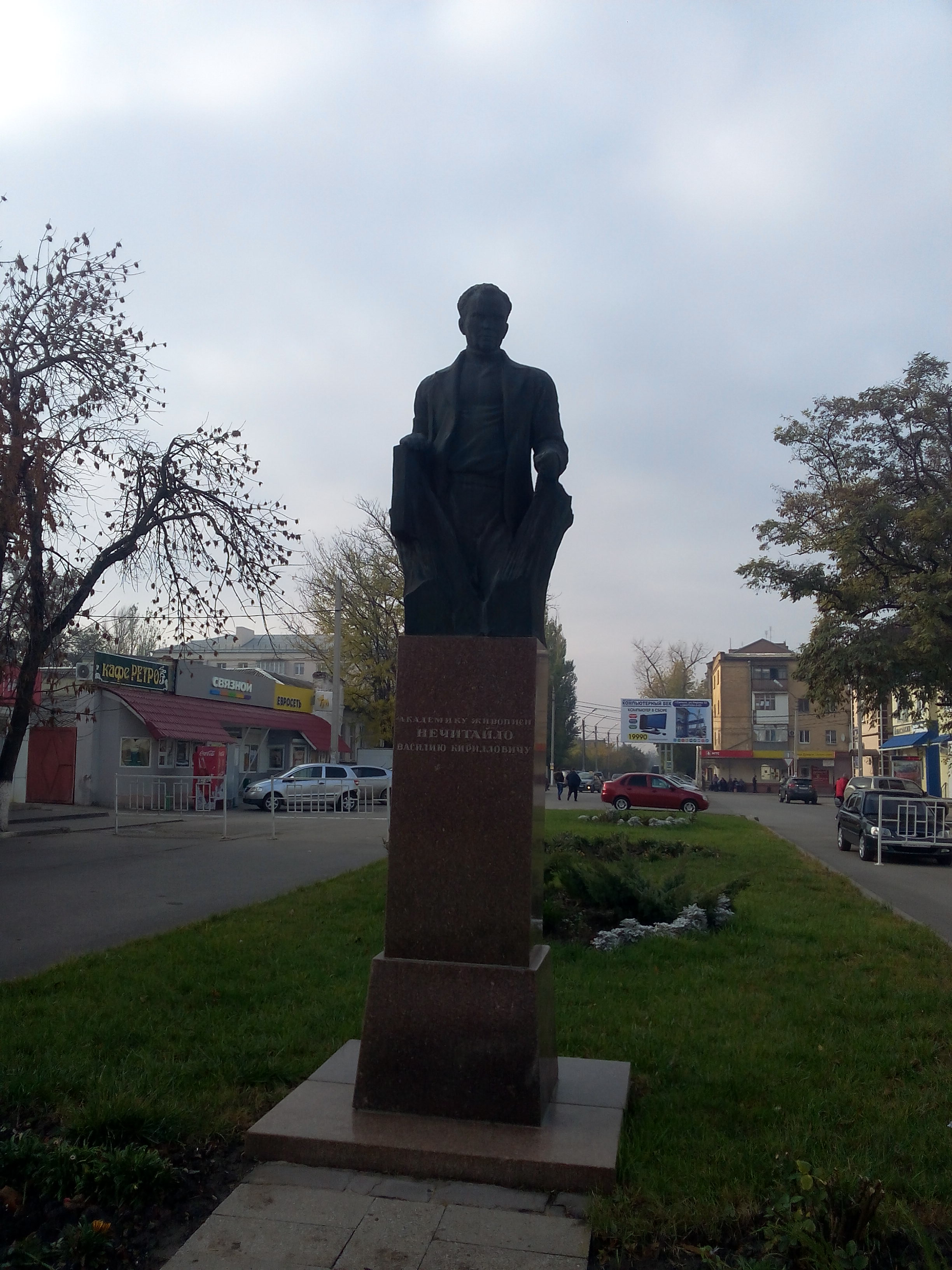
Памятник Нечитайло В. К.

- 30 сентября 1989 года в городе Сальске скульптором В. Клыковым и архитектором В. Снегирёвым был установлен Памятник Нечитайло